# Womoks
Womoks est une série de bande dessinée de science-fiction humoristique scénarisée par Boulet et dessinée par Reno. Créée pour le mensuel Tchô ! des éditions Glénat, elle a connu trois albums de 2001 à 2004.
Cette série de gags en une page met en scène une équipe de Space Rangers vivant diverses aventures farfelues.

## Tomes
- Womoks, Glénat, coll. « Tchô ! La Collec... » :

1. Mutant suspend ton vol, 2001  (ISBN 2-7234-3570-9).
2. Le croiseur s'amuse, 2002  (ISBN 2-7234-3776-0).
3. Albon, les Brutes et les Truands, 2004  (ISBN 2-7234-4202-0)[1].